# 佐藤大八郎
佐藤 大八郎（さとう だいはちろう、 1932年（昭和7年）6月1日 - 2008年（平成20年）5月28日）は、日本の数論学者。学位はDoctor of Philosophy（カリフォルニア大学ロサンゼルス校・1963年）。東京福祉大学教授。完全k乗二項係数図形における「Sato-Strausの定理」を発見した。

## 来歴
静岡県富士宮市出身。東京教育大学を卒業後に渡米し、カリフォルニア大学ロサンゼルス校でMsc（Master of Science）とPh.D.（Doctor of Philosophy）の学位を取得した。その後、カナダのサスカチュワン大学、レジャイナ大学で教鞭を執り1997年に退職。2000年から2006年まで東京福祉大学教授を務めた。

## 受賞歴
- 1977年 - レスター・R・フォード賞[3]

受賞論文："Diophantine Representation of the Set of Prime Numbers"

## 論文など
- 米田, 信夫、玉河, 恒夫「問題と解答」『SUGAKU』第6巻第3号、1954年、190–192頁、doi:10.11429/sugaku1947.6.190。
- 増山, 元三郎「問題と解答」『SUGAKU』第13巻第2号、1961年、125–128頁、doi:10.11429/sugaku1947.13.125。
- Integer valued entire functions. Los Angeles: University of California, Los Angeles. (1961). OCLC 9432394 —Dissertation: Ph. D.
- 佐藤, 大八郎「問題と解答」『SUGAKU』第14巻第2号、1962年、95–98頁、doi:10.11429/sugaku1947.14.95。
- 佐藤, 大八郎「問題と解答」『SUGAKU』第14巻第2号、1962年、99–108頁、doi:10.11429/sugaku1947.14.99。
- 佐藤, 大八郎「問題と解答」『SUGAKU』第15巻第2号、1963年、101–105頁、doi:10.11429/sugaku1947.15.101。
- 佐藤, 大八郎「問題と解答」『SUGAKU』第24巻第3号、1972年、223–226頁、doi:10.11429/sugaku1947.24.223。
- 三井, 孝美「Mondai to kaito」『SUGAKU』第27巻第1号、1975年、7–11頁、doi:10.11429/sugaku1947.27.7。
- Hitotumatu, Sin; Sato, Daihachiro (1976). “Simple proof that a $p$-adic Pascal's triangle is $120° $\ rotatable”. Proceedings of the American Mathematical Society 59 (2):  406–407. doi:10.1090/S0002-9939-1976-0409325-3. OCLC 5581281229. — MathSciNet review: 0409325
- 佐藤大八郎, 一松信「$x^x・y^y=z^z$の整数解について (実験整数論)」『数理解析研究所講究録』第371巻、京都大学数理解析研究所、1979年12月、106-116頁、CRID 1050282677153405568、hdl:2433/104680、ISSN 1880-2818、OCLC 996633781。
- Sato, Daihachiro (1985). “Utterly integer valued entire functions. I.”. Pacific Journal of Mathematics 118 (2):  523–530. doi:10.2140/pjm.1985.118.523 2018年5月25日閲覧。.
- Ando, Shiro; Sato, Daihachiro (1999). Howard, Fredric T. ed. On the Generalized Binomial Coefficients Defined by Strong Divisibility Sequences. Dordrecht: Springer Netherlands. OCLC 905439788